# 伊丹市立高等学校
伊丹市立高等学校（いたみしりつ こうとうがっこう）は、かつて日本の兵庫県伊丹市に所在した市立高等学校。

## 概要
全日制の伊丹市立伊丹高等学校から独立した定時制独立校であった。ただし、独立した1967年（昭和42年）から2012年（平成24年）4月に伊丹市池尻の兵庫県立阪神昆陽高等学校内へ移転するまでは、伊丹市行基町の伊丹市立伊丹高等学校と校舎施設の共有がなされていた。普通科と情報ビジネス科（平成17年までは商業科）が設置されていた。
2015年（平成27年）に閉校し、阪神昆陽高校へ統合された。

## 沿革
- 1907年3月30日 - 伊丹町立裁縫学校設置、兵庫県知事より認可
- 1941年3月31日 - 伊丹市立高等学校家政女学校の設立認可
- 1946年3月14日 - 伊丹市立高等女学校に組織変更が認可
- 1948年3月31日 - （旧）伊丹市立高等学校に変更
- 1950年9月1日 - （旧）伊丹市立高等学校に定時制併置（普通科・家庭科）
- 1959年4月1日 - 家庭科を募集停止し、商業科を新設する
- 1967年4月1日 - 定時制独立校となり、（新）伊丹市立高等学校と称する。伊丹市立伊丹高等学校（（旧）伊丹市立高等学校）に併設される
- 2005年4月1日 - 商業科を情報ビジネス科に改編
- 2012年4月1日 - 新規生徒募集停止、新設された兵庫県立阪神昆陽高等学校敷地内に移転
- 2015年2月28日 - 旧所在地の伊丹市立伊丹高等学校で最後の卒業式と閉校式を挙行
- 2015年3月31日 - 閉校

## 教育課程
- 定時制課程
  - 普通科
  - 情報ビジネス科

## 交通
- 阪急武庫之荘駅から尼崎市バス「宮ノ北団地」下車。北へ約160メートル
- JR伊丹駅、阪急伊丹駅から伊丹市バス「池尻南口」下車。西へ約800メートル

## 行事
- 7月の期末考査後、卒業生を囲む会という行事が行われる
- 文化祭は高等学校のものとしては遅めの11月末に行われ、ステージの部と展示・模擬店の部にわかれる
- かつては7月末にバーベキュー大会も行われていた